# 大聖寺駅
大聖寺駅（だいしょうじえき）は、石川県加賀市熊坂町にある、IRいしかわ鉄道・ハピラインふくいの駅である。石川県最西端および最南端の駅である。

## 概要
IRいしかわ鉄道のIRいしかわ鉄道線と、ハピラインふくいのハピラインふくい線が乗り入れている。会社境界駅であり、当駅から金沢・倶利伽羅方面がIRいしかわ鉄道線、福井・敦賀方面がハピラインふくい線となっている。当駅は両社の共同使用駅で、IRいしかわ鉄道の管轄駅である。ハピラインふくいで唯一、石川県に所在する駅である（ただし、ハピラインふくいの管轄駅はすべて福井県に所在）。鉄道資産上は県境付近が両社の境界だが、営業上では当駅が境界で、運賃体系も変わる。
元々は両路線とも西日本旅客鉄道（JR西日本）の北陸本線であったが、2024年3月16日の北陸新幹線金沢駅 - 敦賀駅延伸開業に伴う並行在来線の経営分離により、当駅を境に金沢方はIRいしかわ鉄道、敦賀方はハピラインふくいへ承継され、駅施設もIRいしかわ鉄道へ移管された。
そのような経緯から、IRいしかわ鉄道線の金沢駅以西とハピラインふくい線の福井駅以北は現在も一体運用されており、多くの列車が相互直通運転を行っている。なお、当駅での乗務員交代は行われず、IRいしかわ鉄道またはハピラインふくいの乗務員が通しで乗務する。石川・福井県境を挟んだ2駅のうち、場内信号機がある当駅が境界駅として選ばれた。
北陸本線時代は起点の米原駅から見て、石川県に入って最初の駅であり、特急停車駅だった。事務管コードは、▲541438。北陸本線において金沢支社直轄となっている駅は当駅から金沢駅（2015年3月13日までは倶利伽羅駅）までの各駅で、隣の牛ノ谷駅から福井寄りは同支社福井地域鉄道部の管轄であり、当駅はその指令上の境界とされていた。
かつては当駅から北陸鉄道山中線が、山中温泉・山代温泉方面へ延びていた。

## 歴史
加賀市の中心地に建つ駅だが、北陸新幹線の金沢駅 - 敦賀駅間の開業以前のほとんどの特急は隣の加賀温泉駅に停車していた。かつて当駅は加賀温泉郷への玄関口として、動橋駅とともに特急が手分けして停まっていたが、1960年代末期には特急「雷鳥」「しらさぎ」が大聖寺駅と動橋駅の両駅に停車するダイヤとされていたことが特急の格やスピードアップの観点から問題視された。そこで1970年（昭和45年）10月1日に両駅の中間に位置する作見駅が加賀温泉駅と改称され加賀温泉郷の玄関口として一本化された。それ以降は急行以下の列車が停車するのみとなり、1982年（昭和57年）に急行が特急に統合されて廃止されたため再び特急停車駅に返り咲いたが、JRから経営分離されるまで特急の停車は一部の列車のみとなっていた。この経緯については、鉄道と政治#停車駅争奪戦・追加運動・臨時停車などを参照されたい。

### 年表
- 1897年（明治30年）9月20日：官設鉄道の福井駅 - 小松駅間延伸時に開業（一般駅）[1][2][7]。
- 1909年（明治42年）10月12日：線路名称制定、北陸本線所属駅となる。
- 1947年（昭和22年）10月26日：福井県内に昭和天皇の戦後巡幸。福井駅発、大聖寺駅着のお召し列車が運行[9]。
- 1965年（昭和40年）9月24日：みどりの窓口を設置[10]。
- 1970年（昭和45年）9月30日[要出典]：みどりの窓口の営業を終了[11]。
- 1982年（昭和57年）11月15日：貨物の取扱を廃止（旅客駅となる）[12]。
- 1985年（昭和60年）3月14日：荷物の取扱を廃止[12]。
- 1987年（昭和62年）4月1日：国鉄分割民営化により、西日本旅客鉄道（JR西日本）の駅となる[12]。
- 1990年（平成2年）3月：みどりの窓口の営業を再開[13]。
- 2017年（平成29年）4月15日：ICカード「ICOCA」の利用が可能になる[14][15][16][17][18]。
- 2021年（令和3年）
  - 9月30日：再度みどりの窓口の営業を終了[19][20][21]。
  - 11月1日：終日無人化[20][21]。
- 2022年（令和4年）6月13日：駅舎を加賀市が取得し、複合施設「大聖寺ゲートウェイ」として整備[22][7][23][24][25][26]。
- 2024年（令和6年）3月16日：北陸新幹線敦賀延伸開業に伴い、IRいしかわ鉄道・ハピラインふくいの境界駅となる[5][27]。

## 駅構造
改札内は小松駅が管理する無人駅である。単式ホーム1面1線と島式ホーム1面2線、計2面3線のホームを有する地上駅。駅舎は単式の1番のりば側にあり、島式の2・3番のりばへは跨線橋で連絡している。
あいの風とやま鉄道線（富山駅まで）の連絡運輸は、当駅以北が発売範囲である（一部の連絡運輸を除く）。
2017年（平成29年）4月15日から、ICOCAおよび相互利用を行う交通系ICカードでの利用およびチャージが可能になり、2018年9月15日から福井方面にエリア拡大し、関西圏と北陸本線のICOCAエリアが繋がった。ただし、JR七尾線・のと鉄道七尾線・城端線・あいの風とやま鉄道線から利用する場合、IRいしかわ鉄道線に跨っての利用可能区間は当駅以北に限られているため、福井県内へ通しての利用はできない。
駅舎そのものは加賀市が所有している。加賀市がJR西日本から取得したうえで賑わい創出を目指して改修を行い、カフェや高校生の自習室などを含む複合施設「大聖寺ゲートウェイ」として整備された。

### のりば
| のりば | 路線                | 方向 | 行先           | 備考     |
| ------ | ------------------- | ---- | -------------- | -------- |
| 1      | ■IRいしかわ鉄道線   | 下り | 小松・金沢方面 |          |
| 2      | ■IRいしかわ鉄道線   | 下り | 小松・金沢方面 | 一部列車 |
| 2      | ■ハピラインふくい線 | 上り | 福井方面       | 一部列車 |
| 3      | ■ハピラインふくい線 | 上り | 福井方面       |          |

- 列車運転指令上では、1番のりばが「下り本線」、2番のりばが「中線」、3番のりばが「上り本線」とされる。

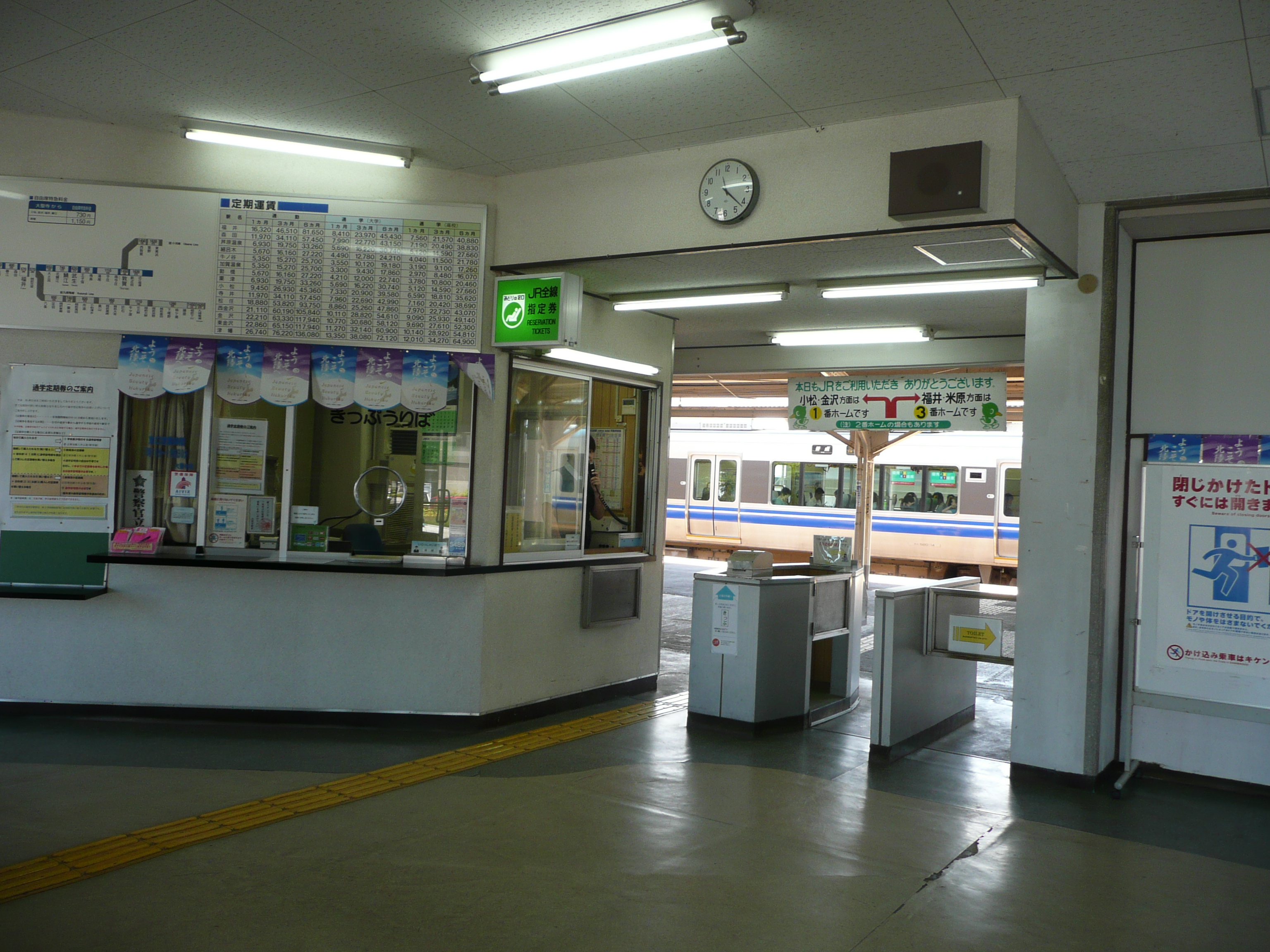
改札口（2010年8月）
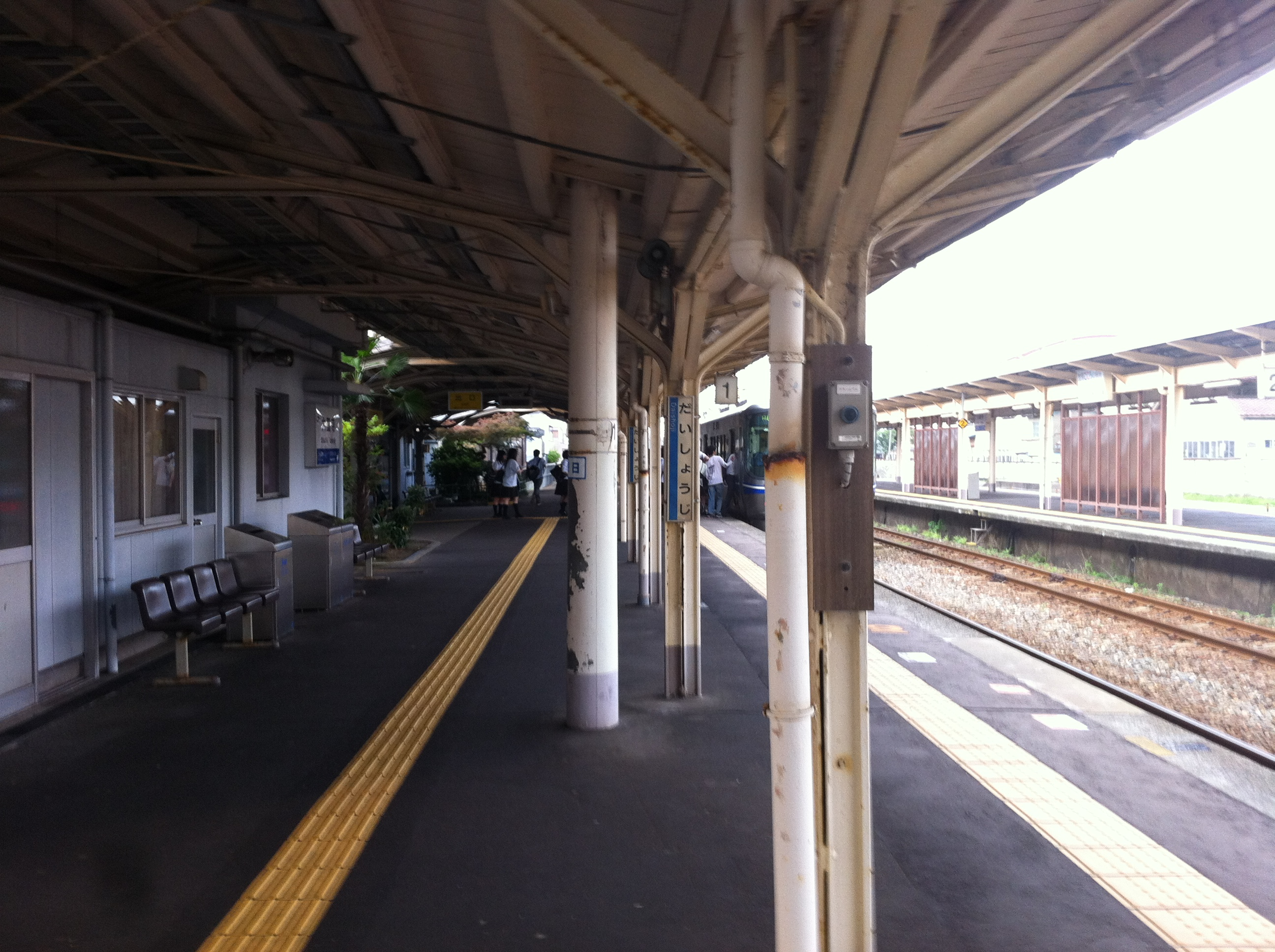
ホーム（2012年7月）
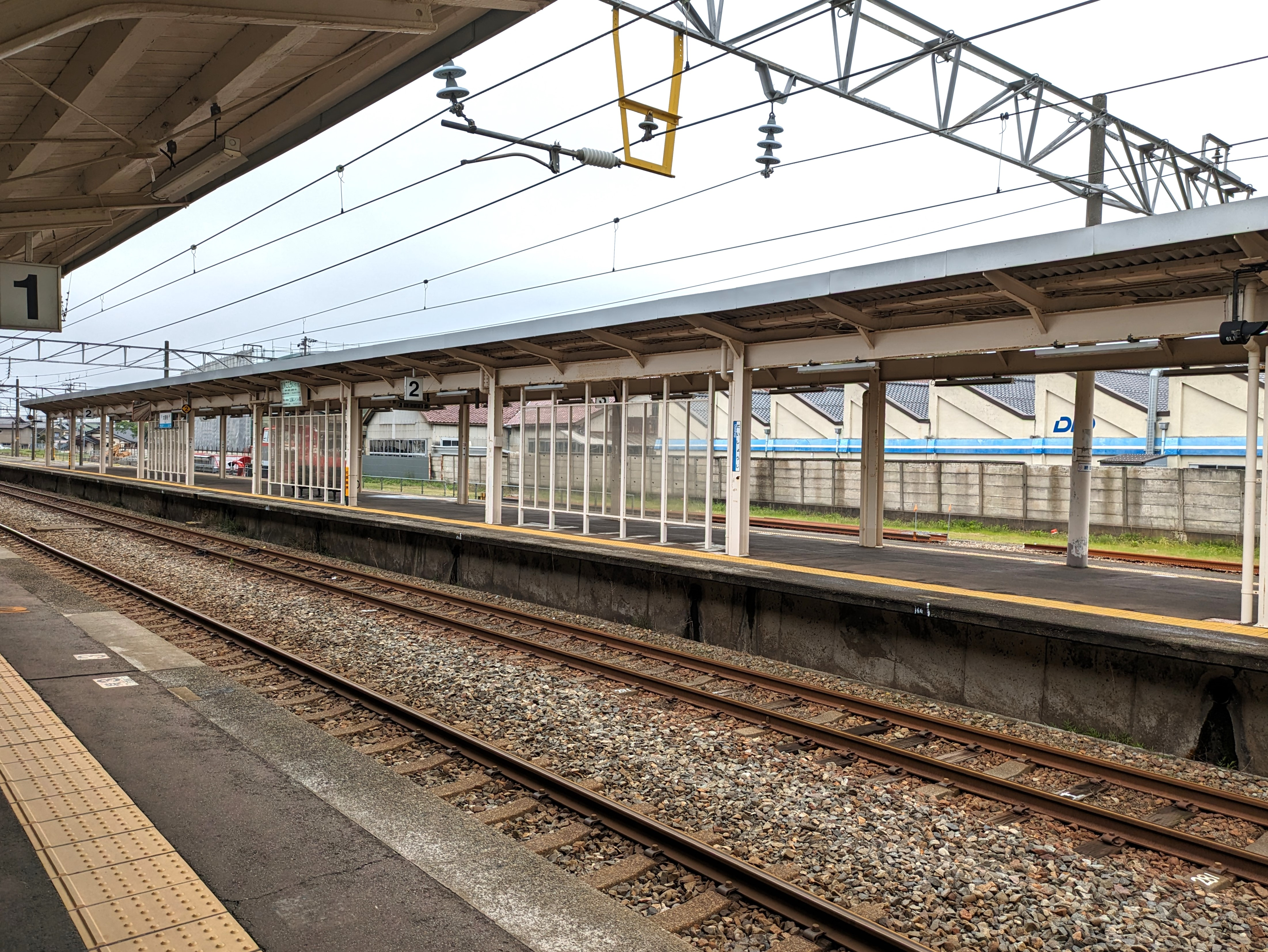
ホーム（2024年4月）

## 利用状況
2022年（令和4年）度の1日平均乗車人員は729人である。
「石川県統計書」と「加賀市統計書」によると、近年の1日平均乗車人員は以下の通りである。
| 年度   | 1日平均 乗車人員 |
| ------ | ---------------- |
| 1996年 | 1,437            |
| 1997年 | 1,372            |
| 1998年 | 1,347            |
| 1999年 | 1,310            |
| 2000年 | 1,283            |
| 2001年 | 1,239            |
| 2002年 | 1,214            |
| 2003年 | 1,182            |
| 2004年 | 1,143            |
| 2005年 | 1,105            |
| 2006年 | 1,070            |
| 2007年 | 1,058            |
| 2008年 | 1,047            |
| 2009年 | 985              |
| 2010年 | 942              |
| 2011年 | 877              |
| 2012年 | 881              |
| 2013年 | 935              |
| 2014年 | 923              |
| 2015年 | 902              |
| 2016年 | 904              |
| 2017年 | 927              |
| 2018年 | 916              |
| 2019年 | 902              |
| 2020年 | 744              |
| 2021年 | 751              |
| 2022年 | 729              |

## 駅周辺
- 加賀市役所[26]
- 加賀市民会館
- 加賀郵便局
- 大同工業本社工場
- APAホテル加賀大聖寺駅前
- 国道8号
- 国道305号（国道365号・石川県道5号福井加賀線重複）
- 石川県立大聖寺高等学校
- 石川県立大聖寺実業高等学校

## バス路線
「大聖寺駅前」停留所にて、北鉄加賀バス（加賀営業所）の路線バスが発着する。
1番のりば
- 山代大聖寺線：大聖寺実業高校前
- 吉崎線：塩屋
- 温泉大聖寺線：かが交流プラザさくら

2番のりば
- 山代大聖寺線：山代温泉・山中温泉
- 吉崎線：加賀温泉駅
- 温泉大聖寺線：加賀温泉駅

## 隣の駅
IRいしかわ鉄道
■IRいしかわ鉄道線
■快速
大聖寺駅 - 加賀温泉駅
■普通
大聖寺駅 - 加賀温泉駅
ハピラインふくい
■ハピラインふくい線
牛ノ谷駅 - 大聖寺駅

## 北陸鉄道 大聖寺駅

### 概要
山中線の乗換駅で、国鉄の南側に位置していた。山中線の起点駅は当駅ではなく山中駅であった。

### 歴史
- 1913年（大正2年）
  - 3月18日：山中電気軌道が大聖寺駅 - 山中駅間を開業[43]、1067mmに改軌[40]。
  - 11月16日：温泉電軌の路線となる[40]。
- 1943年（昭和18年）10月13日：会社合併により北陸鉄道が発足。同社の駅となる[42]。
- 1971年（昭和46年）7月11日：山中線全線廃止により廃駅となる[42]。

### 駅構造
国鉄の駅舎・ホームとつながる跨線橋を降りたところに山中線のホームがあり、ホーム上に出札口と中間改札が設けられていたが、北陸鉄道側には独自の出入口はなかった。ホームは1面2線であったが、配線の関係で国鉄とは反対側の1線のみが使用されていた（国鉄側の1線からは直接山中線方面には行けない配線になっていた）。加南線（山中線を含めた北陸鉄道加南地区5路線の総称）では唯一国鉄との接続線があり、直江津方で線路がつながっていた。

### 廃止後
ホームと跨線橋、山中線の線路が撤去されているが、敷地はそのまま残されて資材が置かれ、除雪用車両が留置されている。

### 隣の駅
北陸鉄道
山中線
帝国繊維前駅 - 大聖寺駅